# ウスマン・ンジャイ

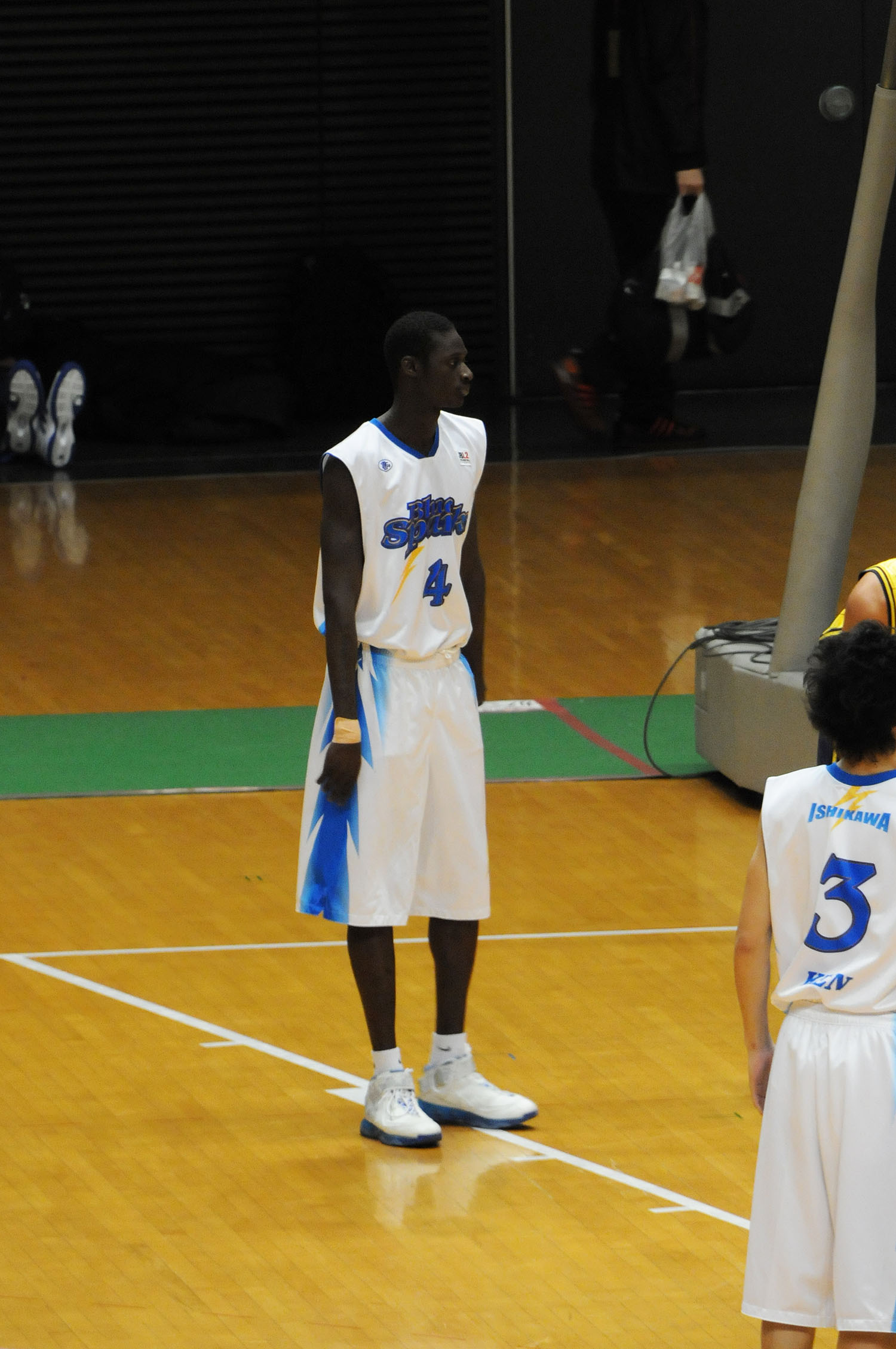

ウスマン・ンジャイ（Ousmane N'DIAYE、1985年1月7日 - ）は、セネガル出身のバスケットボール選手である。ポジションはF/C。206cm、90kg。

## 来歴
2006年のアフリカンカップエジプト大会にセネガル代表として出場。
2007年に来日し、小浜元孝率いるイカイレッドチンプスに入団。実業団選手権に出場。チームメイトには元仙台89ERSの田中範昌、木村洋人、斉藤恵一や元福岡レッドファルコンズの高原純平がいた。
2008年、大分ヒートデビルズと練習生契約を結ぶ。
同年12月、石川ブルースパークスに加入。